# Piotr Kamrowski
Piotr Kamrowski (Tychy, 10 de septiembre de 1967) es un deportista polaco que compitió en judo. Ganó una medalla de plata en el Campeonato Europeo de Judo de 1991 en la categoría de –60 kg.
Participó en dos Juegos Olímpicos de Verano en los años 1992 y 1996, su mejor actuación fue un noveno puesto logrado en Barcelona 1992 en la categoría de –60 kg.

## Palmarés internacional
| Campeonato Europeo | Campeonato Europeo     | Campeonato Europeo | Campeonato Europeo |
| Año                | Lugar                  | Medalla            | Categoría          |
| ------------------ | ---------------------- | ------------------ | ------------------ |
| 1991               | Praga (Checoslovaquia) | Medalla de plata   | –60 kg             |